# Tonga a 2010. évi nyári ifjúsági olimpiai játékokon
Tonga a Szingapúrban megrendezett 2010. évi nyári ifjúsági olimpiai játékok egyik részt vevő nemzete volt. Sportolói 2 sportágban vettek részt: súlyemelés és taekwondo.

## Súlyemelés
Fiú
| Versenyző     | Versenyszám | Szakítás | Lökés | Összesen | Helyezés |
| ------------- | ----------- | -------- | ----- | -------- | -------- |
| Michael Taufa | 62 kg       | 97       | 120   | 217      | 11.      |

## Taekwondo
Lány
| Versenyző          | Versenyszám | Nyolcaddöntő                     | Negyeddöntő       | Elődöntő          | Döntő             | Helyezés |
| Versenyző          | Versenyszám | Ellenfél Eredmény                | Ellenfél Eredmény | Ellenfél Eredmény | Ellenfél Eredmény | Helyezés |
| ------------------ | ----------- | -------------------------------- | ----------------- | ----------------- | ----------------- | -------- |
| Hulita Matekuolava | +63 kg      | Olga Ivanova (RUS) · RSC R1 0:07 | kiesett           | kiesett           | kiesett           | 9.       |

## Fordítás
Ez a szócikk részben vagy egészben  a   Tonga at the 2010 Summer Youth Olympics című angol Wikipédia-szócikk fordításán alapul.  Az eredeti cikk szerkesztőit annak laptörténete sorolja fel. Ez a jelzés csupán a megfogalmazás eredetét és a szerzői jogokat jelzi, nem szolgál a cikkben szereplő információk forrásmegjelöléseként.